# Chicago Bears 1923
La stagione 1923 dei Chicago Bears è stata la quarta della franchigia nella National Football League. La squadra migliorò il record di 9-3 della stagione precedente salendo a 9–2–1 sotto la direzione dell'allenatore/giocatore George Halas, finendo seconda in classifica per la terza volta in quattro anni. Come normale in quei gioeni, i Bears giocarono alcune gare in trasferta all'inizio della stagione e finirono l'annata con 9 gare in casa. La stagione iniziò lentamente, perdendo due delle prime quattro gare. Dopo avere perso per 6–0 contro i futuri campioni dei Canton Bulldogs nella settimana 4, la squadra rimase imbattuta. Proprio come l'anno precedente, i fratelli Sternaman furono le stelle della squadra, segnando 5 touchdown, 6 field goal e 8 extra point. Johnny Bryan emerse come un buon marcatore, segnando 4 touchdown e passandone un altro. Nella settimana 6 contro gli Oorang Indians, George Halas stabilì un record NFL con un ritorno di fumble da 98 yard. Jack Tatum superò quel primato con un ritorno da 104 yard nel 1972 e Aeneas Williams lo pareggiò con altre 104 yard nel 2000.

## Calendario
| Stagione regolare |                             |                   |           |           |        |
| Data              | Avversario                  | Stadio            | Risultato | Punteggio | Record |
| 30 settembre      | at Rock Island Independents | Douglas Park      | S         | 3–0       | 0–1    |
| 7 ottobre         | at Racine Legion/Tornadoes  | Racine, Wisconsin | V         | 3–0       | 1–1    |
| 14 ottobre        | at Green Bay Packers        | Bellevue Park     | V         | 3–0       | 2–1    |
| 21 ottobre        | Canton Bulldogs             | Wrigley Field     | S         | 6–0       | 2–2    |
| 28 ottobre        | Buffalo All-Americans       | Wrigley Field     | V         | 18–3      | 3–2    |
| 4 novembre        | Oorang Indians              | Wrigley Field     | V         | 26–0      | 4–2    |
| 11 novembre       | Akron Pros                  | Wrigley Field     | V         | 20–6      | 5–2    |
| 18 novembre       | Rock Island Independents    | Wrigley Field     | V         | 7–3       | 6–2    |
| 25 novembre       | Hammond Pros                | Wrigley Field     | V         | 14–7      | 7–2    |
| 29 novembre       | Chicago Cardinals           | Wrigley Field     | V         | 3–0       | 8–2    |
| 2 dicembre        | Milwaukee Badgers           | Wrigley Field     | P         | 0–0       | 8–2–1  |
| 9 dicembre        | Rock Island Independents    | Wrigley Field     | V         | 29–7      | 9–2–1  |
| 16 dicembre       | Milwaukee Badgers           | Wrigley Field     | P         | 7–7       | 9–2–2  |

- In corsivo le partite amichevoli.

## Futuri Hall of Famer
- George Halas, end
- Ed Healey, tackle
- George Trafton, centro